# Pingasa pallidata
Pingasa pallidata là một loài bướm đêm trong họ Geometridae.